# Juan Carbonell
Pour les articles homonymes, voir Carbonell.
Juan Carbonell, né le 24 janvier 1906, à Barcelone, en Espagne, est un ancien joueur espagnol de basket-ball.

## Palmarès
- Finaliste du championnat d'Europe 1935